# Medaglia commemorativa del 40° anniversario di regno di Nicola I del Montenegro
La Medaglia commemorativa del 40º anniversario del regno di Nicola I del Montenegro fu una medaglia commemorativa concessa dal Regno del Montenegro per commemorare il 40º anniversario dell'ascesa al trono di Nicola I.

## Storia
La medaglia venne istituita nel 1900 per commemorare i quarant'anni al trono di Nicola I del Montenegro, considerando non solo i suoi anni di regno come re, ma anche quelli come principe del Montenegro.
Per quanto si trattasse di una medaglia commemorativa di un evento nel regno, venne concessa nell'ambito delle forze armate montenegrine nelle varie classi a seconda degli anni di servizio, motivo per cui divenne nota anche come "medaglia di lungo servizio".

## Insegne
Medagliaè costituita da un disco d'oro, d'argento o di bronzo (a seconda delle classi) di 38–40 mm sul quale è presente, sul diritto, un mezzobusto di re Nicola I di profilo rivolto a sinistra in uniforme militare, attorniato dall'iscrizione in cirillico "Principe Nicola I - Regnante del Montenegro". Sul retro si trova una corona d'alloro con al centro l'iscrizione in cirillico "1860 - 1900 - Dio e verità".
Nastrobianco con una fascia rossa per parte.